# Marshall Hughes
Marshall Hughes (14 de febrero de 1995) es un deportista canadiense que compite en piragüismo en la modalidad de aguas tranquilas. Ganó una medalla de plata en los Juegos Panamericanos de 2019 en la prueba de K1 1000 m.

## Palmarés internacional
| Juegos Panamericanos | Juegos Panamericanos | Juegos Panamericanos | Juegos Panamericanos |
| Año                  | Lugar                | Medalla              | Competición          |
| -------------------- | -------------------- | -------------------- | -------------------- |
| 2019                 | Lima (Perú)          | Medalla de plata     | K1 1000 m            |